# Lindhult, Falkenbergs kommun
Lindhult är herrgård i Stafsinge socken, Falkenbergs kommun, Halland.  
Lindhult utgörs av en herrgårdsmiljö som ingått i ett storgodskomplex sedan senmedeltiden och från 1800-talets mitt ofta varit ledande genom att införa ny jordbruksteknik i Halland. Den är en monumentalt anlagd storgård med omgivande avelsgårdar. Corps-de-logi uppfört 1781 på grund och källare till 1600-talets mangårdsbyggnad. Magasinsbyggnader, parkanläggning, ekonomibyggnader, arbetarbostäder m.fl byggnader är enhetligt formgivna i anslutning till huvudbyggnaden. Storskalig produktionsmark, fullåkersbygd, märgelgravar och exempel på 1800-talets sjösänkningar (Ramsjön). 

## Historia
Vid 1450-talet hörde Lindhult till det godskomplex under Hjuleberg, som Aage Axelsson Thott till Hjuleberg bildade. Gården nämns i en urkund 1474. Först i början av 1600-talet blev det sätesgård. Godset ägdes då av den för sin grymhet kände Mogens Mogensen Gyldenstierne, ståthållare på Varbergs fästning, död 1639. Från 1756 har Lindhult tillhört medlemmar av ätten Lilliehöök af Gälared och Kolbäck, när den förvärvades av kaptenen Fredrik Malcolm Lilliehöök. Årtalet 1781 för färdigställandet corps-de-logi är inhugget över entrén. Sannolikt är källarna under huset från Gyldenstiernas tid. 
Lindhult utvecklades under mitten av 1800-talet till ett storjordbruk om 1200 tunnland med inriktning på kreatursavel. Hallands läns första lantbruksskola förlades 1869 till Lindhult. Den första föreståndaren var Carl Johan Lilliehöök, som tillträtt Lindhult 1848 och ägde godset från 1858. Denne blev föregångsman inom halländskt jordbruk. På gårdens startade han bl.a. landets första handelsplantskola som alltjämt drivs vidare.

## Ägarlängd
- 1450-talet Aage Axelsen Thott till Huleberg
- 1600-talets början Mogens Mogensen Gyldenstierne
- 1648 Helle Gyldenstierne, den föregåendes dotter
- 1694 Gilius Lindeflycht med syskon
- 1740 Anders Ehrenpohl, syskonen Lindeflychts kusin
- 1746 Fredrik Malcolm Lilliehöök af Gälared och Kolbäck
- 1796 Carl Johan Lilliehöök af Gälared och Kolbäck, den föregåendes son
- 1828 Carl Lilliehöök af Gälared och Kolbäck, den föregåendes son
- 1858 Carl Johan Lilliehöök af Gälared och Kolbäck, den föregåendes son
- 1880 Axel Pontus Lilliehöök af Gälared och Kolbäck, den föregåendes bror
- 1896 Carl Johan Axel Pontus, Carl Johan Fredrik Malcolm och Carl Johan Fredrik Julius Lilliehöök af Gälared och Kolbäck, söner till Carl Johan Lillieöök
- 1913 Carl Johan Fredrik Malcolm Lilliehöök af Gälared och Kolbäck ensam
- 1930 Bertil Malcolm Fredriksson Lilliehöök af Gälared och Kolbäck (brukade gården från 1917), den föregåendes son
- 1957 Lennart Lilliehöök af Gälared och Kolbäck, den föregåendes son.